# An Post-ChainReaction
L'equip An Post-ChainReaction (codi UCI: SKT) és un equip de ciclisme irlandès de categoria continental. Creat el 2006, de 2010 a 2013 va tenir llicència belga.

## Principals resultats
- An Post Rás: Stephen Gallagher (2008), Gediminas Bagdonas (2011)
- Gran Premi de la vila de Zottegem: Niko Eeckhout (2009)
- Memorial Rik van Steenbergen: Niko Eeckhout (2009)
- Ronda de l'Oise: Steven Van Vooren (2009), Gediminas Bagdonas (2011), Joshua Edmondson (2015)
- Memorial Philippe Van Coningsloo: Andrew Fenn (2011), Gediminas Bagdonas (2012)
- Grote Prijs van de Stad Geel: Sam Bennett (2011)
- Kattekoers: Roy Jans (2012)
- Volta a Holanda del Nord: Gediminas Bagdonas (2012)
- Omloop der Kempen: Niko Eeckhout (2012)
- Tour de Flandes sub-23: Kenneth Vanbilsen (2012)
- Baltic Chain Tour: Gediminas Bagdonas (2012)
- Triptyque des Monts et Châteaux: Owain Doull (2014)
- Fletxa del port d'Anvers: Aidis Kruopis (2015)

### A les grans voltes
- Giro d'Itàlia
  - 0 participacions

- Tour de França
  - 0 participacions

- Volta a Espanya
  - 0 participacions

## Composició de l'equip
| \| Llista de l'equip 2016 \| Llista de l'equip 2016 \| Llista de l'equip 2016 \| Llista de l'equip 2016 \| \| Ciclista \| Data de naixement \| Equip previ \| \| \| ------------------------------------------- \| ---------------------- \| -------------------------- \| ---------------------- \| \| Sean Bennett \| 31 de març de 1996 \| \| \| \| Jasper Bovenhuis \| 27 de juliol de 1991 \| SEG Racing (2015) \| \| \| Aaron Gate \| 26 de novembre de 1990 \| \| \| \| Oliver Kent-Spark \| 24 de desembre de 1992 \| \| \| \| Connor McConvey \| 20 de juliol de 1988 \| \| \| \| David Montgomery \| 27 de juny de 1995 \| \| \| \| Jacob Scott \| 14 de juny de 1995 \| \| \| \| Damien Shaw \| 10 de juliol de 1984 \| Asea (2015) \| \| \| Jordan Stannus \| 16 de maig de 1996 \| \| \| \| Daniel Stewart \| 24 de novembre de 1994 \| \| \| \| Nicolas Vereecken \| 21 de febrer de 1990 \| Team 3M (2015) \| \| \| Emiel Wastyn \| 1 de gener de 1992 \| Verandas Willems (2015) \| \| \| Calvin Watson \| 6 de gener de 1993 \| Trek Factory Racing (2015) \| \| \| Jack Wilson \| 10 de agost de 1993 \| \| \| \| Angus Fyffe (1 de ago–31 de des, aprenent) \| 13 de juliol de 2025 \| \| \| \| Sean McKenna (1 de ago–31 de des, aprenent) \| 8 de març de 1994 \| \| \| \| \| \| \| \| \| Fonts: ProCyclingStats Cycling Archives \| \| \| \| |                        |                            |  |
| Llista de l'equip 2016 |                        |                            |  |
| Ciclista | Data de naixement      | Equip previ                |  |
| Sean Bennett | 31 de març de 1996     |                            |  |
| Jasper Bovenhuis | 27 de juliol de 1991   | SEG Racing (2015)          |  |
| Aaron Gate | 26 de novembre de 1990 |                            |  |
| Oliver Kent-Spark | 24 de desembre de 1992 |                            |  |
| Connor McConvey | 20 de juliol de 1988   |                            |  |
| David Montgomery | 27 de juny de 1995     |                            |  |
| Jacob Scott | 14 de juny de 1995     |                            |  |
| Damien Shaw | 10 de juliol de 1984   | Asea (2015)                |  |
| Jordan Stannus | 16 de maig de 1996     |                            |  |
| Daniel Stewart | 24 de novembre de 1994 |                            |  |
| Nicolas Vereecken | 21 de febrer de 1990   | Team 3M (2015)             |  |
| Emiel Wastyn | 1 de gener de 1992     | Verandas Willems (2015)    |  |
| Calvin Watson | 6 de gener de 1993     | Trek Factory Racing (2015) |  |
| Jack Wilson | 10 de agost de 1993    |                            |  |
| Angus Fyffe (1 de ago–31 de des, aprenent) | 13 de juliol de 2025   |                            |  |
| Sean McKenna (1 de ago–31 de des, aprenent) | 8 de març de 1994      |                            |  |
| |                        |                            |  |
| Fonts: ProCyclingStats Cycling Archives |                        |                            |  |

| \| Llista de l'equip 2017 \| Llista de l'equip 2017 \| Llista de l'equip 2017 \| Llista de l'equip 2017 \| \| Ciclista \| Data de naixement \| Equip previ \| \| \| --------------------------------------- \| ---------------------- \| --------------------------------------------------- \| ---------------------- \| \| Jonas Bokeloh \| 16 de març de 1996 \| Klein Constantia (2016) \| \| \| Daniel Gardner \| 6 de març de 1996 \| Baguet-MIBA Poorten-Indulek-Derito (2016) \| \| \| Regan Gough \| 6 de octubre de 1996 \| Avanti IsoWhey Sports (2016) \| \| \| Davy Gunst \| 30 de gener de 1995 \| Rabobank Development (2016) \| \| \| Conor Hennerby \| 16 de febrer de 1993 \| \| \| \| Adam Jamieson \| 12 de febrer de 1996 \| \| \| \| Przemysław Kasperkiewicz \| 1 de març de 1994 \| Klein Constantia (2016) missing qualifiers by rider \| \| \| Sean Mackinnon \| 24 de novembre de 1995 \| \| \| \| Sean McKenna \| 8 de març de 1994 \| \| \| \| Jacob Scott \| 14 de juny de 1995 \| \| \| \| Damien Shaw \| 10 de juliol de 1984 \| Asea (2015) \| \| \| Mark Stewart \| 25 de agost de 1995 \| 100% me (2016) \| \| \| Matthew Teggart \| 8 de gener de 1996 \| AC Bisontine (2016) \| \| \| Bas Tietema \| 29 de gener de 1995 \| BMC Development (2016) \| \| \| Massimo Vanderaerden \| 21 de gener de 1995 \| Veranclassic-Ago (2016) \| \| \| \| \| \| \| \| Fonts: ProCyclingStats Cycling Quotient \| \| \| \|Nota: Przemysław Kasperkiewicz missing qualifiers by rider |                        |                                                     |  |
| Llista de l'equip 2017 |                        |                                                     |  |
| Ciclista | Data de naixement      | Equip previ                                         |  |
| Jonas Bokeloh | 16 de març de 1996     | Klein Constantia (2016)                             |  |
| Daniel Gardner | 6 de març de 1996      | Baguet-MIBA Poorten-Indulek-Derito (2016)           |  |
| Regan Gough | 6 de octubre de 1996   | Avanti IsoWhey Sports (2016)                        |  |
| Davy Gunst | 30 de gener de 1995    | Rabobank Development (2016)                         |  |
| Conor Hennerby | 16 de febrer de 1993   |                                                     |  |
| Adam Jamieson | 12 de febrer de 1996   |                                                     |  |
| Przemysław Kasperkiewicz | 1 de març de 1994      | Klein Constantia (2016) missing qualifiers by rider |  |
| Sean Mackinnon | 24 de novembre de 1995 |                                                     |  |
| Sean McKenna | 8 de març de 1994      |                                                     |  |
| Jacob Scott | 14 de juny de 1995     |                                                     |  |
| Damien Shaw | 10 de juliol de 1984   | Asea (2015)                                         |  |
| Mark Stewart | 25 de agost de 1995    | 100% me (2016)                                      |  |
| Matthew Teggart | 8 de gener de 1996     | AC Bisontine (2016)                                 |  |
| Bas Tietema | 29 de gener de 1995    | BMC Development (2016)                              |  |
| Massimo Vanderaerden | 21 de gener de 1995    | Veranclassic-Ago (2016)                             |  |
| |                        |                                                     |  |
| Fonts: ProCyclingStats Cycling Quotient |                        |                                                     |  |

## Classificacions UCI

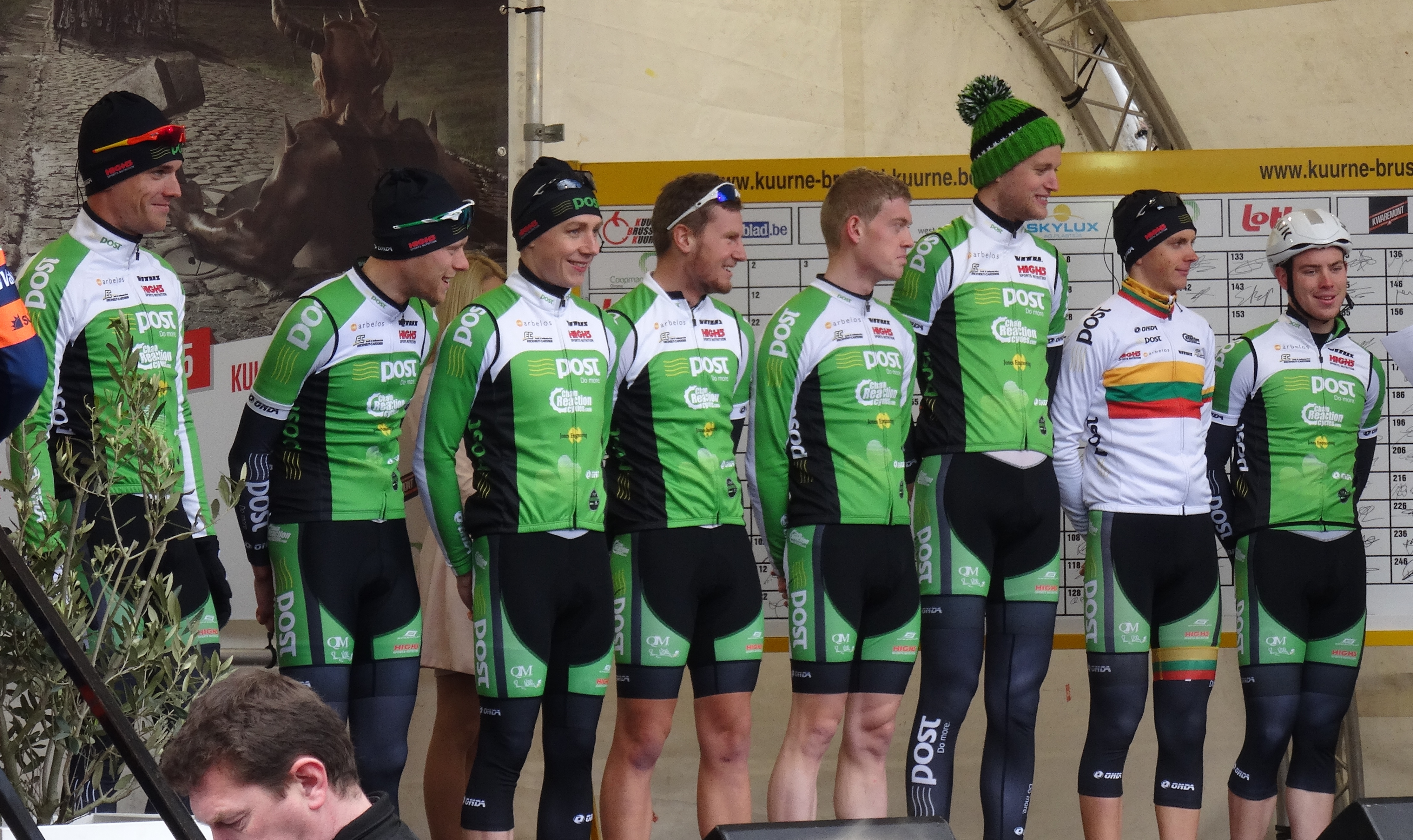
L'equip al 2015

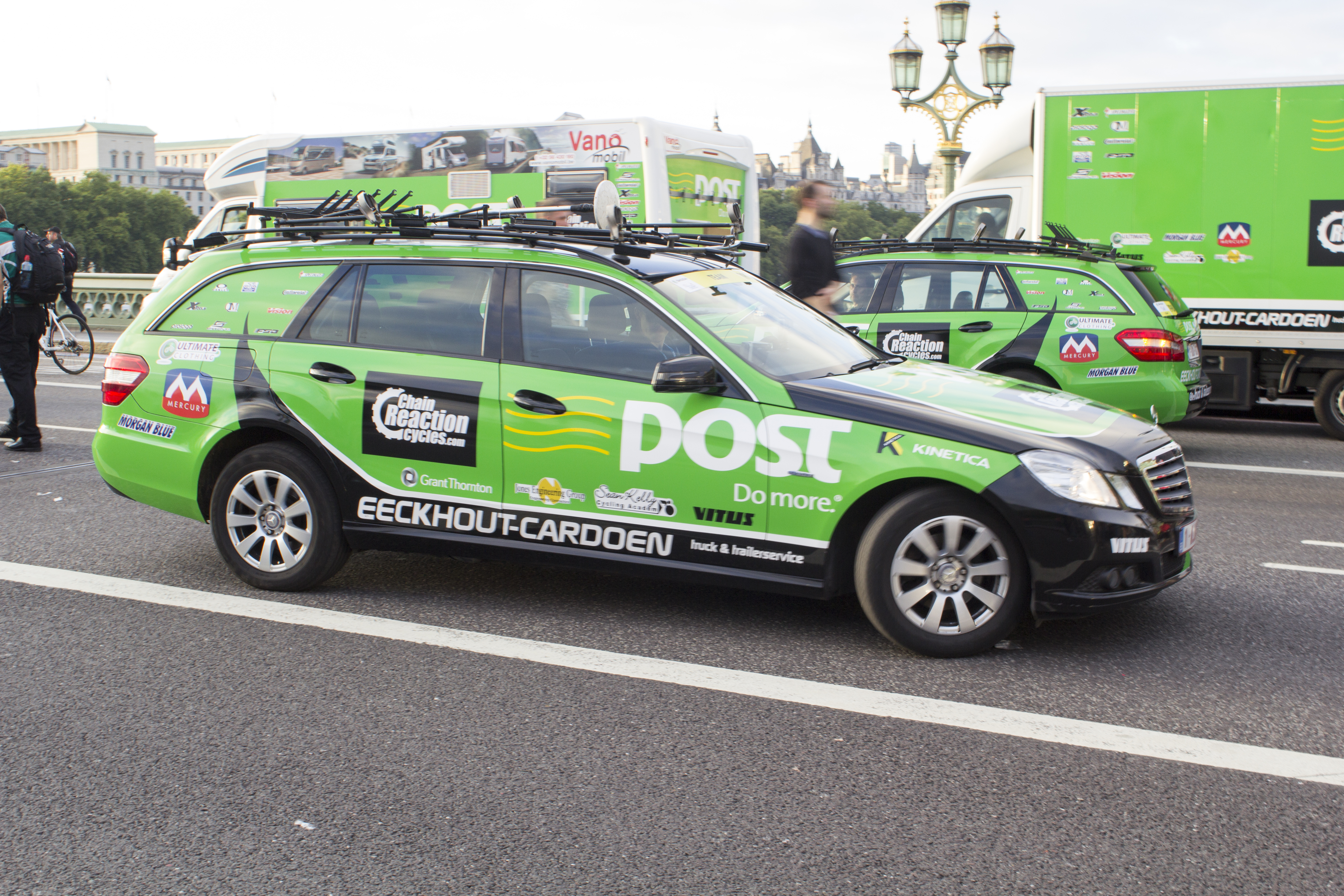
Vehicle d'assistència

L'equip participa en els Circuits continentals de ciclisme. La següent classificació estableix la posició de l'equip en finalitzar la temporada.
UCI Àfrica Tour
| Temporada | Classificació per equips | Millor ciclista en la classificació individual |
| --------- | ------------------------ | ---------------------------------------------- |
| 2017      | 20è                      | Adam Jamieson (86è)                            |

UCI Amèrica Tour
| Temporada | Classificació per equips | Millor ciclista en la classificació individual |
| --------- | ------------------------ | ---------------------------------------------- |
| 2012      | 47è                      | Mark Christian (393è)                          |

UCI Àsia Tour
| Temporada | Classificació per equips | Millor ciclista en la classificació individual |
| --------- | ------------------------ | ---------------------------------------------- |
| 2017      | 99è                      | Sean Mackinnon (597è)                          |

UCI Europa Tour
| Temporada | Classificació per equips | Millor ciclista en la classificació individual |
| --------- | ------------------------ | ---------------------------------------------- |
| 2006      | 92è                      | Paídi O'Brien (550è)                           |
| 2007      | 74è                      | Paídi O'Brien (233è)                           |
| 2008      | 47è                      | Benny De Schrooder (161è)                      |
| 2009      | 31è                      | Niko Eeckhout (18è)                            |
| 2010      | 46è                      | Niko Eeckhout (102è)                           |
| 2011      | 21è                      | Gediminas Bagdonas (50è)                       |
| 2012      | 16è                      | Gediminas Bagdonas (11è)                       |
| 2013      | 38è                      | Sam Bennett (117è)                             |
| 2014      | 41è                      | Owain Doull (180è)                             |
| 2015      | 43è                      | Aidis Kruopis (105è)                           |
| 2016      | 77è                      | Nicolas Vereecken (620è)                       |
| 2017      | 92è                      | Jacob Scott (823è)                             |

UCI Oceania Tour
| Temporada | Classificació per equips | Millor ciclista en la classificació individual |
| --------- | ------------------------ | ---------------------------------------------- |
| 2014      | 4t                       | Robert-Jon McCarthy (7è)                       |
| 2017      | 15è                      | Regan Gough (37è)                              |